# Вулветт, Гордон Майкл
Гордон Майкл Вулветт (англ. Gordon Michael Woolvett, род. 12 июня 1970) — американский актёр, наиболее известный по роли Шэймуса Харпера в сериале «Андромеда».

## Биография
Родился 12 июня 1970 года в Гамильтоне, штат Онтарио, Канада. Актёрская карьера Гордона началась в 1982 году, когда он снялся в фильме Джошуа тогда и теперь. Гордону было тогда 12 лет.
Был номинирован на премию Джемини (канадский аналог «Эмми» за роль пациента, больного раком, в телевизионном фильме «Принцы в изгнании». В 2002 году получил премию Джемини как «Самая горячая канадская звезда», без труда одержав победу над другими номинантами.
Довольно много снимался в сериалах и телефильмах, таких как «Разрушенный город» (исторический мини-сериал, в котором Гордон сыграл полицейского сержанта), «Таинственный остров», а также в эпизодических ролях в «Сумеречной Зоне» (2002—2003) и других телесериалах. Сыграл одну из главных ролей в фильме «Невеста Чаки».

## Личная жизнь
Обожает научную фантастику. Является фанатом «Стар Трека». В свободное время любит писать, в том числе фантастические рассказы. Написал сценарии к нескольким сериям «Андромеда». Женат на актрисе Мишель Моранд, и у них есть сын — Роган.

## Фильмография
| Год       | Название на русском                                 | Название на языке оригинала              | Роль               |
| --------- | --------------------------------------------------- | ---------------------------------------- | ------------------ |
| 2017      | Я — зомби                                           | iZombie                                  | Джеймс Уиклер      |
| 2014      | В самый низ                                         | Down Here                                | Тренер Рэндалл     |
| 2014      | Инструкция по разводу для женщин                    | Girlfriends' Guide to Divorce            | Хорек              |
| 2008-2009 | Охранник (сериал)                                   | The Guard                                | Барри Зима         |
| 2007      | На грани риска                                      | Secrets of an Undercover Wife            | Клейтон            |
| 2006      | Кровавые связи                                      | Blood Ties                               | Стив Джеффрис      |
| 2006      | Все вокруг позеленело                               | verything’s Gone Green                   | Spike              |
| 2005      | Сверхъестественное (сериал)                         | Supernatural                             | помощник           |
| 2003      | Разрушенный город                                   | Shattered City: The Halifax Explosion    | Сержант Сэм Барлоу |
| 2000-2005 | Андромеда (сериал)                                  | Andromeda                                | Шеймус Харпер      |
| 2000      | Разбойник                                           | Ultimate Deception                       | Вальтер            |
| 1999      | Предельный обман (сериал)                           | Supernatural                             | Энди Мак Томас     |
| 1998      | Ледниковый период 2000                              | Ice                                      | солдат             |
| 1998      | Невеста Чаки                                        | Bride of Chucky                          | Дэвид              |
| 1998      | Игра с огнём                                        | Mind Games                               | пострадавший       |
| 1998      | Зодчий теней                                        | Shadow Builder                           | Ларри Эггерс       |
| 1997      | Обещая Луну с небес                                 | Promise the Moon                         | Маленький Джей     |
| 1997      | Миротворец                                          | Peacekeepers                             | Дэрил Хадди        |
| 1997      | Свидание с дочерью президента                       | My Date with the President’s Daughter    | Клайд              |
| 1997      | Элвис встречает Никсона                             | Elvis Meets Nixon                        | Солдат             |
| 1997      | Чёрная бездна                                       | Deepwater Black                          | Реб Андерсен       |
| 1996      | Легенда о Человеке-Аллигаторе                       | The Legend of Gator Face                 | Чип                |
| 1996-2000 | Пси Фактор: Хроники паранормальных явлений (Сериал) | PSI Factor: Chronicles of the Paranormal | Гарри              |
| 1996-1998 | Спецэффекты (Сериал)                                | F/X: The Series                          | Жюль               |
| 1995      | Таинственный остров (Сериал)                        | Mysterious Island                        | Герберт Пенкроф    |
| 1995-2000 | Скользящие (Сериал)                                 | Parallel worlds                          | Judge              |
| 1994      | Закон джунглей (Сериал)                             | The Mighty Jungle                        | Питер              |
| 1993      | X-Rated                                             |                                          | Тони Фостер        |
| 1993      | Театр воспоминаний (Сериал)                         | Family Pictures                          | Soletski           |
| 1993-1997 | Кунг-фу: Возрождение легенды (Сериал)               | 'Kung Fu: The Legend Continues           |                    |
| 1990-1993 | Странная семейка (Сериал)                           | Maniac Mansion                           | Джон Коди          |
| 1989-1996 | Рыцарь навсегда                                     | Forever Knight                           | Кайл               |
| 1988      | Поиск пути (Сериал)                                 | Learning the Ropes                       | Брэд               |
| 1987-1990 | Пятница 13 (Сериал)                                 | Friday, The 13th. The Series             | Boy #2             |
| 1986      | Акт возмездия                                       | Act of Vengeance                         | Бобби              |
| 1986-1990 | Кэмпбеллы                                           | The Campbells                            | Генри Клэй         |
| 1985      | Джошуа тогда и теперь (Сериал)                      | Joshua Then and Now                      | Тедди Шапиро       |